# 豐平館
豐平館（日语：豊平館）是一座位於札幌市中央區中島公園內的西洋建築。豐平館修建於1880年，建造當時是一座高級西洋賓館。最初的賓客是明治天皇，之後也被用來接待要人住宿及各種大會，後改建為公會堂。二戰期間被日軍接收，戰後被美軍接收。1958年搬遷至中島公園。2012年3月之前曾是市營的結婚場地。，是日本的重要文化財。面積562.194m2。運營費每年約2800萬日元。

## 外部連結
- 豊平館 （页面存档备份，存于）
- 豊平館 （页面存档备份，存于） （レストラン）

43°02′47″N 141°21′09″E / 43.0463°N 141.3526°E
- 维基共享资源上的相關多媒體資源：豐平館